# Bêtise de Cambrai

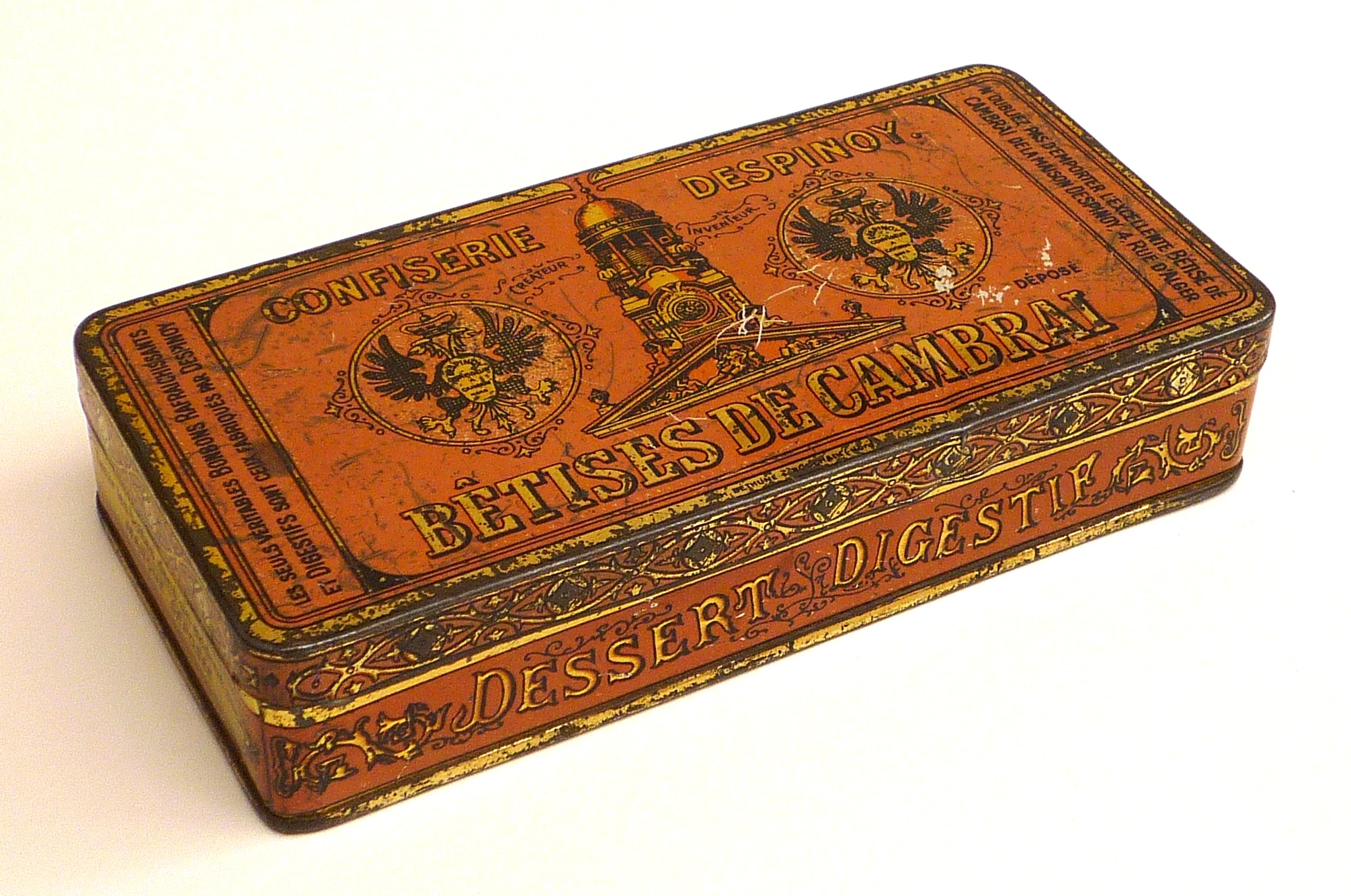
Boîte de bêtises de Cambrai de la maison Despinoy, vers 1950.

La Bêtise de Cambrai est une friandise élaborée à Cambrai, et dont la recette serait issue d'une erreur. Deux fabricants perpétuent la tradition de la Bêtise de Cambrai et s'en disputent la paternité : les confiseries Afchain et Despinoy.

## Histoire

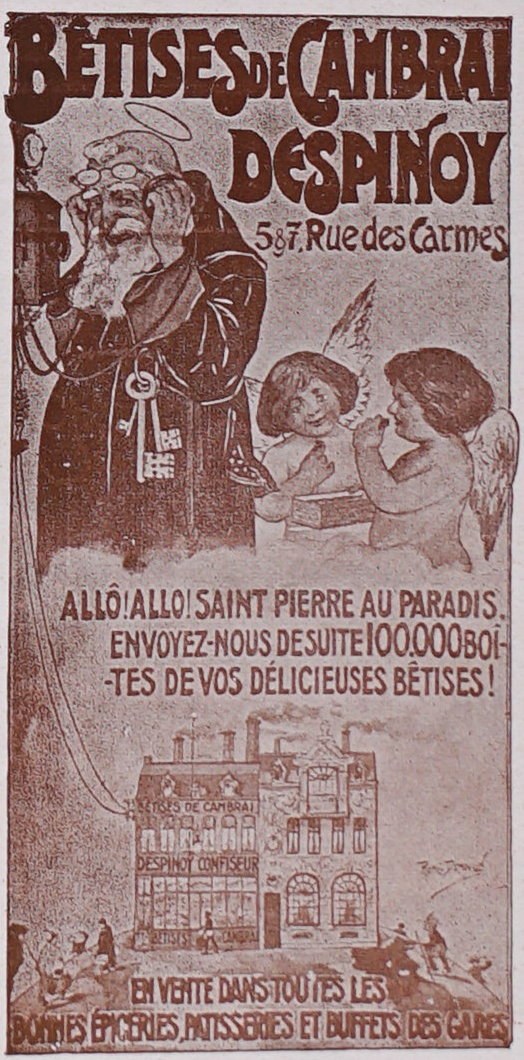
Publicité du début du XXe siècle.

L'origine de ce bonbon remonterait au XIXe siècle (1830 d'après Afchain).
Deux entreprises, Afchain et Despinoy se disputent la paternité de l'invention des bêtises de Cambrai, ce qui a donné lieu à un procès et à un subtil compromis en 1889 : Afchain est reconnu comme « seul inventeur » et Despinoy comme « créateur ». Les deux prétendent que l'invention résulterait d'une erreur de manipulation, une « bêtise ».
Voici la version Afchain : « Vers 1830, Émile Afchain, apprenti confiseur chez ses parents, confiseurs à Cambrai, fait une erreur en préparant les berlingots de la semaine à venir : il y laisse tomber accidentellement de la menthe, et n’en dit mot. Pour camoufler sa maladresse, il tire sur la pâte jusqu'à ce qu'elle blanchisse. » Ses parents les mettent en vente le dimanche suivant comme d’habitude. La semaine suivante les clients redemandent de ces berlingots qui avaient si bon goût. Les parents récupèrent la bêtise de leur fils, lui demandent sa recette et la commercialisent. Émile créera plus tard officiellement les Bêtises de Cambrai.
Dans la version de Despinoy, c'est une erreur de dosage et cuisson commise par Jules Despinoy.
Depuis 1992, la Bêtise de Cambrai figure sur la liste du Patrimoine culinaire du Nord-Pas-de-Calais, et depuis 1994 du patrimoine national des spécialités de France de confiserie, chocolaterie, biscuiterie.

## Description
La bêtise a la forme d'un petit coussin rectangulaire. Elle est aromatisée à la menthe et rayée de sucre caramélisé.
On trouve néanmoins aujourd'hui des déclinaisons dans différents parfums :
- Menthe, le goût original du bonbon
- Pomme verte
- Orange
- Citron
- Praliné
- Framboise
- Violette
- Tutti frutti
- Coquelicot[5]
- Choco-menthe[6]